# Psaeropterella punctifrons
Psaeropterella punctifrons är en tvåvingeart som beskrevs av Friedrich Georg Hendel 1914. Psaeropterella punctifrons ingår i släktet Psaeropterella och familjen fläckflugor.
Artens utbredningsområde är British Columbia. Inga underarter finns listade i Catalogue of Life.